# Harry Ferguson
Henry George "Harry" Ferguson (født 4. november 1884 i Growell, nær Dromore, County Down i Nordirland – død 25. oktober 1960 i Stow-on-the-Wold) var en irsk traktordesigner, ingeniør og fabrikant.
Han voksede op på forældrenes gård i Nordirland sammen med 10 søskende. Efter at have forladt skolen son 14 årig, gik han i 1901 i lære som mekaniker i storbroderens auto og motorcykelvæksted i Autum.
I 1930-erne opfandt han og fik patent på et hydraulisk trepunktophæng for redskaber med tilpasset hydraulisk vægtoverføring.
I 1948 lancerede han den revolutionende 28 hk traktor Ferguson TE20. 1953 gik han i samarbejde med det canadiske selskab Massey Harris og det nye selskab fik navnet Massey Ferguson Limited med Harry Ferguson som hovedaktionær og bestyrelsesformand. Senere forlod Harry Ferguson firmaet, for med sit nye firma Ferguson Research at bygge racebiler.
1958 kom den røde MF 35 traktor på markedet. Siden 1995 tilhører Massey Ferguson det US-amerikanske firma AGCO-Corporation